# Trabucaires de Gràcia
Trabucaires de Gràcia són un grup de trabucaires de la Vila de Gràcia. El grup neix d'un grup de vilatans de diferents Colles de Sant Medir el 3 de març de 2003.
Es van estrenar en la cercavila organitzada amb motiu del centenari de l'Orfeó Gracienc el juny de 2004. Però la colla ja s'havia fundat el març de l'any anterior, impulsada per l'alcoià Ernest Solves, que després fou nomenat president d'honor de l'associació. Entremig, el 22 de febrer de 2004, s'havia presentat públicament, en ocasió del pregó de Sant Medir.
Els Trabucaires de Gràcia van vestits amb camisa de color blau cel, armilla i pantalons negres i espardenyes amb vetes també negres. A més, porten la faixa, el llaç i la barretina de color blau, com la bandera de Gràcia. I encara, a més, duen un símbol identificatiu: un escut format per tres trabucs verticals, amb violetes –que són les flors dels romeus de Sant Medir– i lliris blancs de tres puntes sobre fons blau cel. També disposen d'un estendard primordial que va ser batejat el 9 d'agost de 2009 a l'oratori de Sant Felip Neri de Gràcia.
La diada dels Trabucaires de Gràcia és al mes d'abril, dins la festa de la Revolta de Quintes. Es tracta de la recreació històrica dels fets de l'abril del 1870, quan els vilatans van saquejar l'ajuntament de la Vila de Gràcia per exigir l'abolició de les quintes. Les dates de la festa són variables, perquè depenen de la Setmana Santa. Des del 2007 els Trabucaires de Gràcia participen activament en aquesta recreació, organitzada conjuntament amb més entitats del barri. També surten per la Festa Major de Gràcia, la de Sant Medir, la Diada de les Colles de Cultura, els Foguerons de Sant Antoni i la cercavila que clou el Tradicionàrius. Des de 2004 formen part de la Coordinadora de Trabucaires Catalunya.